# كريستوفر شميد
كريستوفر شميد (بالألمانية: Christopher Schmid)‏ هو مغني ألماني، ولد في 11 أبريل 1976.